# Recopa d'Europa de futbol 1993-94
La Recopa d'Europa de futbol 1993-94 fou la trenta-quatrena edició de la Recopa d'Europa de futbol. La final fou guanyada per l'Arsenal FC a la final davant del Parma FC.

## Ronda preliminar
| Equip 1          | Global | Equip 2             | Anada | Tornada |
| ---------------- | ------ | ------------------- | ----- | ------- |
| FC Karpaty Lviv  | 2-3    | Shelbourne FC       | 1-0   | 1-3     |
| RAF Jelgava      | 1-3    | HB Tórshavn         | 1-0   | 0-3     |
| Sliema Wanderers | 1-6    | Degerfors IF        | 1-3   | 0-3     |
| Bangor F.C.      | 2-3    | APOEL               | 1-1   | 1-2     |
| F91 Dudelange    | 1-7    | Maccabi Haifa FC    | 0-1   | 1-6     |
| Valur            | 4-1    | MyPa                | 3-1   | 1-0     |
| FC Balzers       | 3-1    | KS Albpetrol Patos  | 3-1   | 0-0     |
| Nikol Tallinn    | 1-8    | Lillestrøm S.K.     | 0-4   | 1-4     |
| FC Košice        | 3-1    | FK Žalgiris Vilnius | 2-1   | 1-0     |
| FC Lugano        | 6-2    | FC Neman Grodno     | 5-0   | 1-2     |
| NK CMC Publikum  | 0-1    | Odense BK           | 0-1   | 0-0     |

## Primera ronda
| Equip 1                  | Global | Equip 2             | Anada | Tornada |
| ------------------------ | ------ | ------------------- | ----- | ------- |
| FC Tirol Innsbruck       | 5-1    | Ferencvárosi TC     | 3-0   | 2-1     |
| Reial Madrid             | 6-1    | FC Lugano           | 3-0   | 3-1     |
| APOEL                    | 0-3    | Paris Saint-Germain | 0-1   | 0-2     |
| FC Universitatea Craiova | 7-0    | HB Tórshavn         | 4-0   | 3-0     |
| Lillestrøm S.K.          | 2-3    | Torino Calcio       | 0-2   | 2-1     |
| Valur                    | 0-7    | Aberdeen FC         | 0-3   | 0-4     |
| Odense BK                | 2-3    | Arsenal FC          | 1-2   | 1-1     |
| Standard Liège           | 8-3    | Cardiff City FC     | 5-2   | 3-1     |
| SL Benfica               | 2-1    | GKS Katowice        | 1-0   | 1-1     |
| PFC CSKA Sofia           | 11-1   | FC Balzers          | 8-0   | 3-1     |
| Panathinaikos FC         | 5-1    | Shelbourne FC       | 3-0   | 2-1     |
| Bayer Leverkusen         | 5-0    | Boby Brno           | 2-0   | 3-0     |
| Hajduk Split             | 1-6    | Ajax Amsterdam      | 1-0   | 0-6     |
| FC Košice                | 2-3    | Beşiktaş J.K.       | 2-1   | 0-2     |
| FC Torpedo Moscou        | 2-3    | Maccabi Haifa FC    | 1-0   | 1-3     |
| Degerfors IF             | 1-4    | Parma FC            | 1-2   | 0-2     |

## Segona ronda
| Equip 1             | Global | Equip 2                  | Anada | Tornada |
| ------------------- | ------ | ------------------------ | ----- | ------- |
| FC Tirol Innsbruck  | 1-4    | Reial Madrid             | 1-1   | 0-3     |
| Paris Saint-Germain | 6-0    | FC Universitatea Craiova | 4-0   | 2-0     |
| Torino Calcio       | 5-3    | Aberdeen FC              | 3-2   | 2-1     |
| Arsenal FC          | 10-0   | Standard Liège           | 3-0   | 7-0     |
| SL Benfica          | 6-2    | PFC CSKA Sofia           | 3-1   | 3-1     |
| Panathinaikos FC    | 3-5    | Bayer Leverkusen         | 1-4   | 2-1     |
| Ajax Amsterdam      | 6-1    | Beşiktaş J.K.            | 2-1   | 4-0     |
| Maccabi Haifa FC    | 1-1(p) | Parma FC                 | 0-1   | 1-0(pr) |

## Quarts de final
| Equip 1        | Global | Equip 2             | Anada | Tornada |
| -------------- | ------ | ------------------- | ----- | ------- |
| Reial Madrid   | 1-2    | Paris Saint-Germain | 0-1   | 1-1     |
| Torino Calcio  | 0-1    | Arsenal FC          | 0-0   | 0-1     |
| SL Benfica     | 5(c)-5 | Bayer Leverkusen    | 1-1   | 4-4     |
| Ajax Amsterdam | 0-2    | Parma FC            | 0-0   | 0-2     |

## Semifinals
| Equip 1             | Global | Equip 2    | Anada | Tornada |
| ------------------- | ------ | ---------- | ----- | ------- |
| Paris Saint-Germain | 1-2    | Arsenal FC | 1-1   | 0-1     |
| SL Benfica          | 2-2(c) | Parma FC   | 2-1   | 0-1     |

## Final
| Arsenal   | 1–0 | Parma |
| --------- | --- | ----- |
| Smith 20' |     |       |

| Guanyador de la Recopa d'Europa 1993-94 |
| --------------------------------------- |
| Arsenal Primer títol                    |